# Kościół Narodzenia Najświętszej Maryi Panny i św. Mikołaja w Błogiem Szlacheckim
Kościół Narodzenia Najświętszej Maryi Panny i świętego Mikołaja – rzymskokatolicki kościół parafialny należący do dekanatu tomaszowskiego diecezji radomskiej.
Obecny, murowany kościół został wybudowany w dwóch etapach. Zasadnicza jego część została wzniesiona dzięki staraniom cystersów sulejowskich w latach 1784–1789 w stylu barokowym. Ufundowali go  m.in. Stanisław Wroński, ówczesny proboszcz oraz Karol Dunin, właściciel części wsi Błogie. W latach 1913–1914, podczas urzędowania proboszcza księdza S. Rembowskiego, kościół został wyremontowany i przebudowany według projektu inżyniera Z. Słomińskiego. Przebudowa polegała na dodaniu kaplicy od strony północnej, zakrystii od strony południowej oraz dwóch przęseł nawy, chóru i wieży od strony zachodniej. W dniu 5 lipca 1919 roku świątynia została konsekrowana przez Jego Ekscelencję Biskupa Pawła Kubickiego. 
Budowla składa się z jednej nawy o pięciu przęsłach, posiada prostokątne prezbiterium o dwóch przęsłach. Kościół jest orientowany, murowany, wybudowany z cegły i kamienia. Długość świątyni to 35 metrów, wysokość – 18 metrów, wysokość wieży – 28 metrów, szerokość – 10 metrów. Wymiary wewnętrzne świątyni to: długość 30 metrów, szerokość 8,5 metrów, wysokość 10 metrów.
Sklepienie Kościoła jest elipsowe a okna posiadają witraże. W jednym z okien jest umieszczony witraż przedstawiający św. Rocha – podarowany przez gajowego Rocha Kryczkę, w drugim witraż przedstawiający św. Józefa – podarowany przez proboszcza ks. S. Rembowskiego. Pozostałe witraże są ornamentowe, reprezentują styl barokowy i zostały podarowane przez parafian. Wykonano je w Krakowie przez firmę Żeleński w 1916 roku (odnowiono je w 1999 roku).
Ściany świątyni są ozdobione malowidłami, odnowionymi podobnie jak cała budowla w 2010 roku. Sklepienie jest ozdobione polichromiami przedstawiającymi sceny z życia Maryi i Jezusa. Kościół posiada cztery ołtarze. Oprócz głównego są to dwa boczne i trzeci znajdujący się w kaplicy Serca Jezusowego, ufundowano je dla rozbudowanej świątyni około 1917 roku. Ambona pochodzi z około XVIII wieku. Chrzcielnica pochodzi z 1914 roku. Żyrandol został ufundowany w 1784 roku. Na chórze znajdują się organy jednosekcyjne, wykonane w 1926 roku przez Stanisława Krukowskiego i syna.

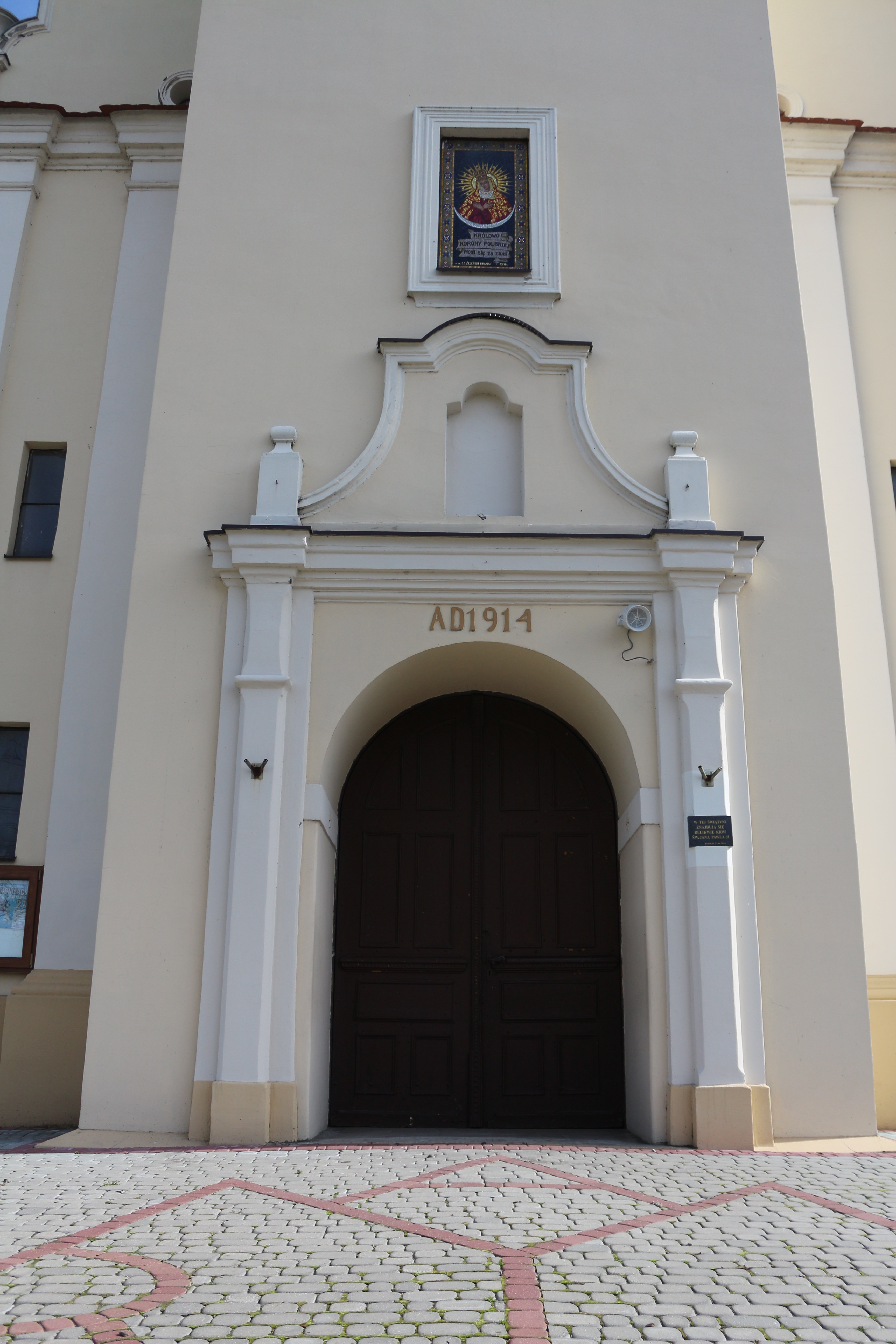
Wejscie do świątyni
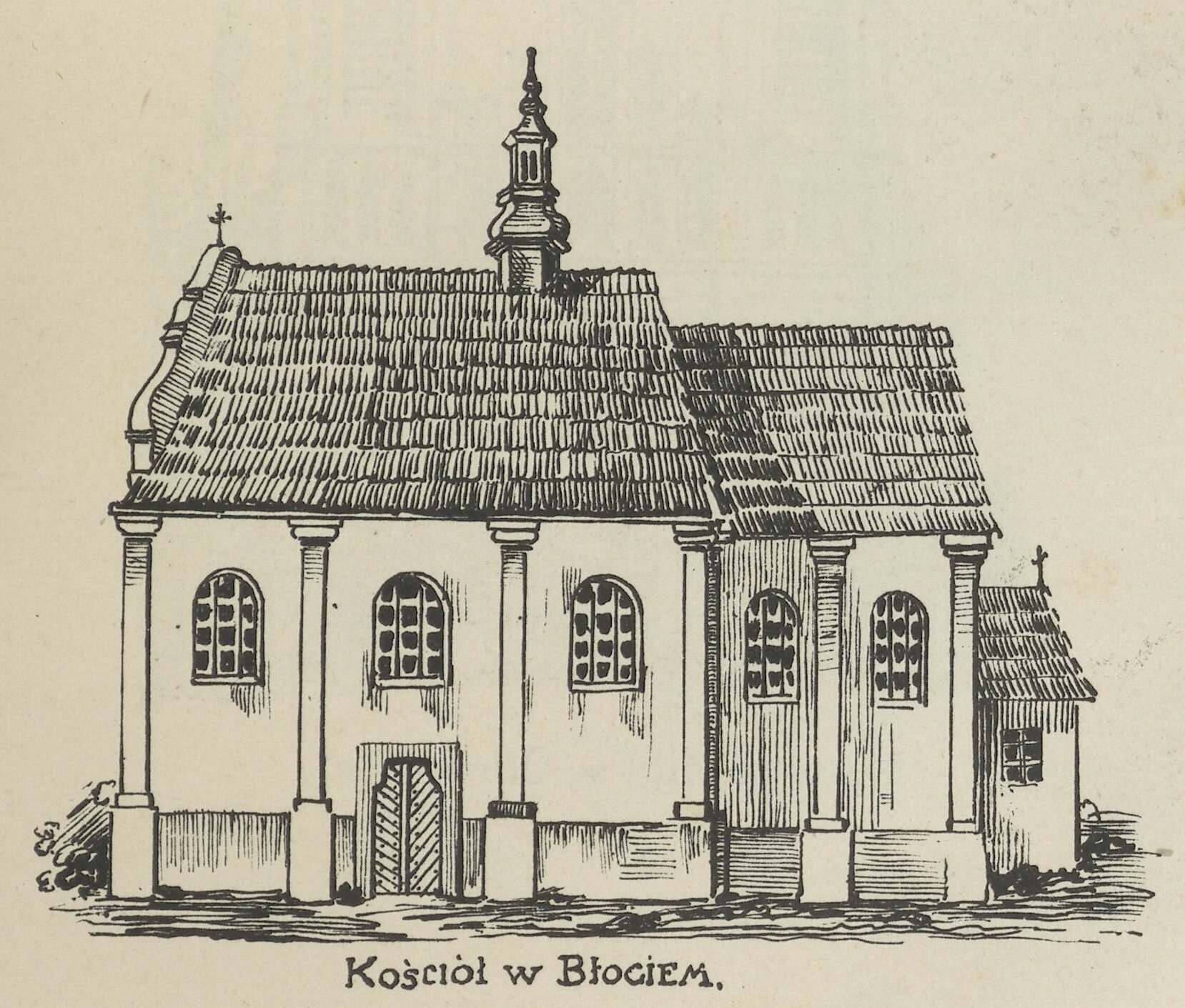
Kościół przed 1913